# The Kinks
The Kinks («Кінкс») — британський рок-гурт, заснований в 1963 році. Сформував відмітне британське звучання в рок-музиці 1960-х років , вплив якого можна простежити на прикладі безлічі напрямків від панк-року до брітпопа. Одні з основоположників  субкультури модів. Творчого піка група досягла в другій половині 60-х рр., коли виходили їхні концептуальні альбоми.  Члени Зали слави рок-н-ролу

## Історія

### Витоки і перші роки (1963—1965)
Біля витоків групи стояли брати Девіси, Рей і Дейв, що виросли в Лондоні. Певний час на роль вокаліста претендував юний Род Стюарт. Більшу частину пісенного репертуару групи написав Девіс. 1963 року брати назвали свою команду The Ravens і спробували укласти контракт на запис альбому. Подібно до більшості британських груп того часу, The Ravens грали блюз, а їхніми кумирами були ритм-енд-блюзові музиканти з США. Першим синглом Девісів, що вийшов під ім'ям The Kinks, була кавер-версія «Long Tall Sally» Літтл Річарда.

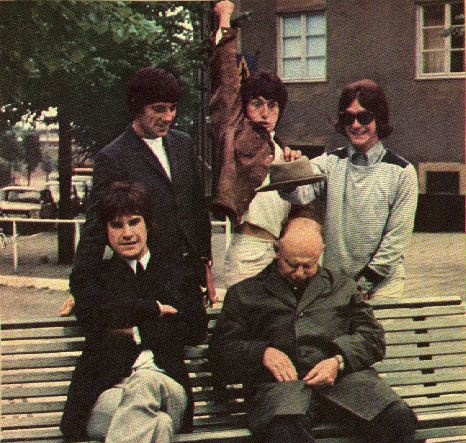

У серпні 1964 року динамічний, в стилі гаражний рок, сингл «You Really Got Me» дебютував у Великій Британії на першому місці. Гучний успіх супроводжував його і в США. Слухачам запам'ятався шалений гітарний програш (риф), побудований лише на двох акордах. Інструментовка пісні вражала своєю підкресленою грубістю, необробленістю. Успіх цієї композиції, поряд з деякими композиціями The Beatles і The Who, призвів до "поважчення" рок-музики в цілому і проклав шлях для виникнення таких течій, як хард-рок, панк-рок і хеві-метал.
Протягом наступного року The Kinks випустили ряд успішних записів («All Day and All of the Night», «Tired of Waiting for You») і безперервно виступали - головним чином у США. Музичні критики включили їх поряд з The Beatles, The Rolling Stones і The Who у «велику четвірку» (Big Four) рок-гуртів «британського вторгнення» у Штати. Тим часом американські консерватори обурювалися тим, що популярність англійських груп у США призвела до занепаду національної музичної індустрії. Мабуть, саме в протекціоністських цілях на кінець літа 1965 року The Kinks було заборонено виступати з концертами в цій країні.

### Концептуальні альбоми (1965—1973)

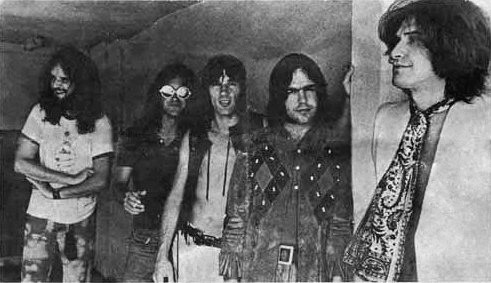
The Kinks в 1971 році. Зліва направо: Джон Гослінг, Дейв Девис, Мік Еворі, Джон Далтон, Рей Девіс.

До кінця 1971 року The Kinks підписали угоду з RCA Records на п'ять альбомів і отримали аванс $1 000 000, який допоміг фінансувати будівництво своєї власної студії звукозапису, Konk. Їх дебют на RCA, Muswell Hillbillies, рясніє впливом мюзик-холу і традиційних американських музичних стилів, в тому числі кантрі і блюграс. Його часто називають їх останнім «великим» альбомом, хоча він був не таким успішним, як його попередники. Він був названий на честь району Масвелл-Гілл, де Девіси виховувалися, містив пісні з упором на життя робітничого класу і, знову ж таки, дитинства Девісів. Muswell Hillbillies, попри позитивні відгуки і високі очікування, досяг 48 рядку в чарті Record World і 100 в чарті Billboard.

### Театральні втілення (1973—1976)

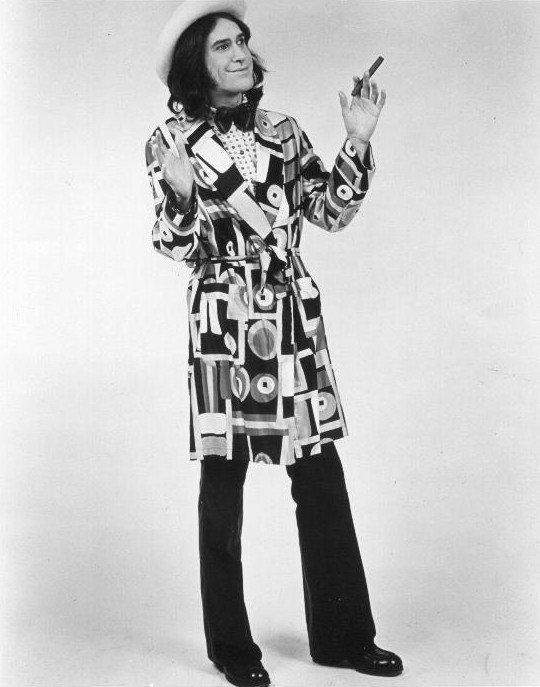
Рей Девіс в ролі персонажа Містера Флеша, анти-героя серії Preservation.

В 1973 році Рей Девіс пірнув з головою в театральну стилістику, починаючи з рок-опери Preservation, велика хроніка соціальної революції, і амбітніші наслідком раніше селище зелений збереження Товариство «етос». В поєднанні з проєктом, склад The Kinks був доповнений духовою секцією і бек-вокалістками, по суті перенастроювання гурту як театральної трупи.
В цей період сімейні проблеми Рея Девіса почали негативно позначатися на колективі, особливо після того, як його дружина, Раса, забрала дітей і пішла від нього в червні 1973 року. Девіс впав в депресію; в липні, під час концерту в White City Stadium він розповів присутнім, що йому «до біса все це набридло», і він йде на пенсію. Згодом він знепритомнів після передозування наркотиками і був доставлений в лікарню.
З Рей Девіс нібито в критичному стані, обговорювалися плани до Дейву продовжувати як фронтмен у найгіршому разі.

### Повернення комерційного успіху (1977—1985)

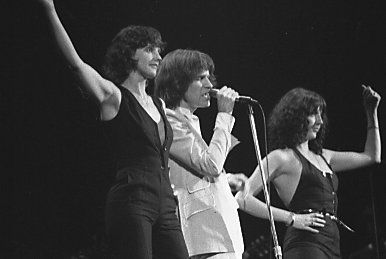
Рей Девіс разом з бек-вокалістками на концерті в Мейпл Ліф-гарденс, Торонто, 1977 рік.

Джон Дальтон покинув гурт до закінчення сесій для дебютного альбому на Arista. Енді Пайл був введений, щоб завершити запис і грати в наступний тур. Sleepwalker, виданий в 1977 році, ознаменував повернення успіху гурту, досягши 21 рядка в чарті Billboard. Після його виходу і запису наступного, Misfits, Енді Пайл і клавішник Джон Гослінг покинули гурт для роботи над окремим проєктом. Щоб завершити тур до гурту повернувся Дальтон разом з клавішником The Pretty Things Гордоном Джоном Едвардсом. В травні 1978 року альбом вийшов Misfits. Він містив хіт «A Rock 'n' Roll Fantasy», який допоміг зробити альбом черговим успіхом для гурту. Дальтон покинув гурт остаточно в кінці туру по Великій Британії і Гордон Джон Едвардс. Колишній басист Argent Джим Родфорд приєднався до гурту перед записом Low Budget, на якому Рей Девіс вперше використовує синтезатор. Клавішник Ієн Гіббонс був завербований для наступного туру, і став постійним членом гурту. Попри зміни складу, популярність записів і концертів гурту продовжує зростати.
Починаючи з кінця 1970-х, такі виконавці, як The Jam («David Watts»), The Pretenders («Stop Your Sobbing», «I Go to Sleep») і The Knack («The Hard Way») записали кавер-версії пісень The Kinks, які допомогли привернути увагу до нових релізів гурту.
Наступний альбом Give the People What They Want, був виданий наприкінці 1981 року і досяг 15 рядка в США. Платівка досягла золотого статусу у Великій Британії і показала хіт-сингл «Кращі речі» (англ. «Better Things»), а як «Руйнівник», головну рок-мейнстриму Натисніть для групи.
Прихильність Девіса до написання, режисури та озвучення нової роботи викликала напруженість у його стосунках з братом. Ще одна проблема полягала в бурхливому закінченню відносин між Реєм і Кріссі Гайнд. Стара ворожнеча між Дейвом і ударником Мік Еворі також повторно запалена. Девіс зрештою відмовився працювати з Еворі і закликав його замінити Боб Генрітом, колишнім барабанщиком Argent. Еворі покинув гурт, і Генріт був введений, щоб зайняти його місце. Рей Девіс, який був ще на люб'язний умови з Avory, запросив його керувати Konk Studios. Еворі погодився і продовжував виступати як продюсер і іноді внесок на пізніших альбомах The Kinks.

### Возз'єднання групи (2008)
У листопаді 2008 року BBC News повідомило, що Рей Девіс підтвердив численні чутки про возз'єднання групи найближчим часом. Розпад колективу (який не був заявлений офіційно) був пов'язаний з поганим станом здоров'ям Дейва Девіса, котрий пережив серцевий напад у 2006 році. Сам Дейв брати участь у відновленні групи відмовився, ніяк це не прокоментувавши.

## Дискографія
Студійні альбоми
- Kinks (1964)
- Kinda Kinks (1965)
- The Kink Kontroversy (1965)
- Face to Face (1966)
- Something Else by The Kinks (1967)
- The Kinks Are the Village Green Preservation Society (1968)
- Arthur (Or the Decline and Fall of the British Empire) (1969)
- Lola Versus Powerman and the Moneygoround, Part One (1970)
- Percy (1971)
- Muswell Hillbillies (1971)
- Everybody's in Show-Biz (1972)
- Preservation Act 1 (1973)
- Preservation Act 2 (1974)
- Soap Opera (1975)
- Schoolboys in Disgrace (1975)
- Sleepwalker (1977)
- Misfits (1978)
- Low Budget (1979)
- Give the People What They Want (1981)
- State of Confusion (1983)
- Word of Mouth (1984)
- Think Visual (1986)
- UK Jive (1989)
- Phobia (1993)